# Campus Piteå
Campus Piteå är en del av Luleå tekniska universitet. Anslutande till skolan ligger Studio Acusticum.

## Områden på Campus
På campusområdet finns lokaler för flera ändamål:
- Administration
- Aula
- Ateljé
- Bibliotek/Studenttorget
- Danssalar
- Konferenssalar
- Ljudtekniksalar
- Open Stage
- Orgelsal
- Restaurang
- Receptioner
- Servicecenter
- Studio B
- Studio C

### Radioredaktionen Redax
I radioredaktionen finns pluggutrymmen och tre radiostudior. Alla studenter har rätt att sända på radiofrekvensen 92,8. PiteFM studentradio sänder från denna plats.

### TV-studion
TV-studion innehåller utrustning för TV-produktion. Bl.a. spelades avslutningsceremonin 2020 in där på grund av den då rådande Coronaviruspandemin 2019–2021.

### Bion
Campus har en egen biosalong.

## Studio Acusticum
Studio Acusticum ligger i direkt anslutning till skolan, och används för konserter.

### Blackbox
Black Box är en lokal där skolans studenter anordnar konserter.

### Orkestersalen
Orkestersalen används för orkesterspel.

### Stora salen
Den traditionella julkonserten hålls vanligtvis i den stora salen. Studenttävlingen SMASK hålls också i denna sal.

## PiST
PiST är Piteås studentsektion och ligger under Luleå studentkår.

### Sektionslokalen Framtiden
Sektionslokalen har ett eget mikroland och flera ytor för studier.

### Gymmet
I källaren i ett av husen i Ankarsområdet har PiST ett gym.

## Studentboenden
De flesta studenter bor på Ankarsområdet i Piteå. Lokalerna ägs av PiteBO. Området ligger ungefär 10 minuter till fots från campus Piteå.

### Kvarterslokalen
Kvarterslokalen är en bokningsbar lokal där man kan hålla aktiviteter.